# Dia Internacional de les Dones i les Nenes en la Ciència
El Dia Internacional de les Dones i les Nenes en la Ciència va ser decidit l'any 2015 per l'Assemblea General de les Nacions Unides que en la Resolució 70/474/Add.2 va proclamar l'11 de febrer de cada any com al Dia Internacional de les Dones i les Nenes en la Ciència per tal de promoure la participació plena i en condicions d'igualtat de les dones i les nenes en l'educació, la capacitació, l'ocupació i els processos d'adopció de decisions en la ciència, i eliminar tota mena de discriminació contra les dones en les esferes de l'educació i l'ocupació, tot trencant les barreres jurídiques, econòmiques, socials i culturals mitjançant polítiques i plans d'estudi en el camp de la ciència per fomentar una major participació de les dones i les nenes i reconèixer-ne els seus èxits. Es va celebrar per primera vegada l'11 de febrer de 2016.

Aquesta celebració forma part del punt 5 de l'Agenda 2030 per al Desenvolupament Sostenible, que té com a objectiu aconseguir la igualtat entre els gèneres i apoderar totes les dones i les nenesː 
| «                                    | La ciència i la igualtat de gènere són vitals per realitzar els Objectius de Desenvolupament Sostenible, inclosos en l'Agenda 2030. En els últims 15 anys, la comunitat internacional ha fet un gran esforç inspirant i promovent la participació de les dones i les nenes a la ciència. Desafortunadament, elles segueixen enfrontant-se a barreres que els impedeixen participar plenament en aquesta disciplina. D'acord amb un estudi realitzat a 14 països, la probabilitat que les estudiants acabin una llicenciatura, un mestratge i un doctorat en alguna matèria relacionada amb la ciència és del 18%, 8% i 2%, respectivament, mentre que la probabilitat per als estudiants masculins és del 37%, 18% i 6%. | » |
| — Organització de les Nacions Unides | |   |

Amb aquesta celebració, les Nacions Unides conviden a tots els estats membres, totes les organitzacions i els òrgans del sistema de les Nacions Unides i altres organitzacions internacionals i regionals, el sector privat i el món acadèmic, així com a la societat civil, incloses les organitzacions no governamentals i a les persones particulars, a què celebrin aquest dia a través d'activitats d'educació i sensibilització pública.